# Falciformidiplosis stylis
Falciformidiplosis stylis är en tvåvingeart som beskrevs av Fedotova 2003. Falciformidiplosis stylis ingår i släktet Falciformidiplosis och familjen gallmyggor. Inga underarter finns listade i Catalogue of Life.